# 布拉迪斯拉發夸美紐斯大學
布拉迪斯拉發夸美紐斯大學，或依斯洛伐克语译为布拉迪斯拉发考门斯基大学，是斯洛伐克最大的大學，大部份學院位於布拉迪斯拉發。該大學創建於捷克斯洛伐克成立不久后的1919年，并受到了布拉格查理大學的幫助。 其名稱是爲了紀念17世紀捷克教師及哲學家約翰·阿摩司·夸美紐斯。

## 院系设置
1. 医学院
2. 法学院
3. 文学院
4. 自然科学学院
5. 教育学院
6. 药学院
7. 体育学院
8. Jessenius医学院
9. 数学、物理和信息学院
10. Cyril and Methodius罗马天主教神学学院
11. 福音派路德教神学学院
12. 管理学院
13. 社会经济科学学院